# Mazda R360
Mazda R360 je prvním osobním automobilem značky Mazda. Tento model byl uveden na trh v Japonsku v roce 1960 a vyráběl se jako čtyřmístné dvoudveřové coupé. Jeho váha činila 380 kg a jeho délka 2 980 mm. Mazda R360 byla poháněna vzduchem chlazeným dvouválcovým motorem o objemu 356 cm³, jehož maximální výkon dosahoval 12 kW (16 hp) v 5 300 ot./min a točivý moment 22 Nm. Vozidlo dosahovalo maximální rychlosti 84 km/h a spotřeby paliva 32 km/litr. Dodávalo se buď se čtyřrychlostní manuální převodovkou nebo dvoustupňovou automatickou převodovkou.
Již během uvedení se tento model stal velmi oblíbeným a pomohl značce Mazda zaujmout 64,8% podíl na trhu s mini automobily v kategorii tzv. kei vozidel. Výroba Mazdy R360 trvala do roku 1970.